# Sıla Şahin
Sıla Şahin (Spandau, Berlín, 3 de desembre de 1985) és una actriu alemanya d'ascendència turca, coneguda pel seu paper d'Ayla Özgül a la sèrie de televisió Gute Zeiten, schlechte Zeiten.

## Portada aPlayboy
Şahin lluí nua a l'edició alemanya de la revista Playboy el maig de 2011, esdevenint la primera dona turca que apareixia a la portada d'aquesta la revista. La decisió va decebre els membres més conservadors de la seva família. Musulmans d'arreu del món també reaccionaren negativament amb correus i pàgines web, mentre que l'escriptora musulmana indo-estatunidenca Asra Nomani li escrigué sobre el concepte islàmic de l'awrah, i a altres dones musulmanes incloent-se a ella mateixa, concloent amb un missatge d'esperança de «trobar el punt mitjà» entre moral tradicional i evolutiva.
A l'entrevista publicada a la revista, Şahin titllà el seu acte de revolucionari i com una obra d'alliberament tal com si fos Che Guevara:
«El meu entorn fou conservador, sempre se'm deia, no pots sortir fora, no has de fer-te sentir atractiva, no pots tenir amistats masculines. Sempre he complert amb el que diuen els homes. Com a resultat he desenvolupat un desig extrem per la llibertat. Em sento com el Che Guevara. He de fer tot el que vull, sinó em sento com si estigués morta».
No obstant això, Florian Boitin, l'editor en cap de l'edició alemanya de Playboy, expressà que Sıla Şahin no és musulmana, manifestant, «Sıla no és musulmana. El seu pare no pertany a cap [religió] i la seva mare és cristiana. I la portada de Playboy amb Sıla Şahin no és una manifestació religiosa».

## Vida personal
Şahin va néixer d'una pare que ja era actor i viu a Charlottenburg. Té una alçada de 171 cm. i parla quatre llengües: alemany, kurd, turc i anglès.